# Ghalapuji, Byadgi
Ghalapuji là một làng thuộc tehsil Byadgi, huyện Haveri, bang Karnataka, Ấn Độ.